# Severina Vučković
Severina Kojić, född som Severina Vučković den 21 april 1972 i Split (Kroatien), är en kroatisk popmusiker aktiv under artistnamnet Severina. Hennes musik är influerad av bland annat folk- och kabarémusik.
Hon har vunnit flera musikpriser och hennes album har höga försäljningssiffror. Hon debuterade med det självbetitlade albumet Severina år 1989 vid 17 års ålder. Några av hennes mest kända sånger är Kad si sam, Dalmatinka, Djevojka sa sela, Ja samo pjevam, Paloma Nera, Virujem u te, Ante, Adio ljube, Hrvatica, Adam i Seva, Moja štikla, Krivi spoj etc.
Hon vann den kroatiska uttagningen till Eurovision Song Contest 2006 med låten Moja štikla (Mina stilettklackar) och representerade sitt hemland i tävlingen i Aten i maj samma år.

## Diskografi
- 2019 – Halo
- 2012 – Italiana
- 2008 – Moja štikla
- 2006 – Zdravo Marijo
- 2004 – Severgreen
- 2002 – 18 velikih hitova
- 2001 – Pogled ispod obrva
- 1999 – Ja samo pjevam
- 1999 – Paloma nera - Live album
- 1998 – Djevojka sa sela
- 1996 – Moja stvar
- 1995 – Trava zelena
- 1993 – Dalmatinka
- 1989 – Severina